# Sri-lankische Badmintonmeisterschaft 2007
Die Sri-lankische Badmintonmeisterschaft 2007 fand vom 7. bis zum 10. Dezember 2007 in Colombo statt. Es war die 55. Austragung der nationalen Titelkämpfe im Badminton in Sri Lanka.

## Austragungsort
- Royal College Sports Complex, Colombo

## Finalergebnisse
| Disziplin    | Sieger                                | Finalist                                | Ergebnis           |
| ------------ | ------------------------------------- | --------------------------------------- | ------------------ |
| Herreneinzel | Niluka Karunaratne                    | Diluka Karunaratne                      | 21-17, 21-8        |
| Dameneinzel  | Chandrika de Silva                    | Thilini Jayasinghe                      | 8-21, 21-18, 21-18 |
| Herrendoppel | Niluka Karunaratne Eranga Fernando    | Chameera Kumarapperuma Duminda Jayakody | 17-21, 21-9, 21-12 |
| Damendoppel  | Chandrika de Silva Thilini Jayasinghe | Achini Ratnasiri Upuli Weerasinghe      | 25-23, 21-13       |
| Mixed        | Hasitha Chanaka Thilini Jayasinghe    | Niluka Karunaratne Lekha Shehani        | 21-18, 21-17       |